# Кінонагорода MTV за найкращий поцілунок
Кінонагорода MTV за найкращий поцілунок (англ. MTV Movie Award for Best Kiss) вручається з 1992 року.

## Переможці
| Рік  | Переможці                                | Фільм                     |  |
| ---- | ---------------------------------------- | ------------------------- |  |
| 1992 | Анна Кламскі / Маколей Калкін            | Моя дочка                 |  |
| 1993 | Крістіан Слейтер / Маріса Томей          | Дике серце                |  |
| 1994 | Демі Мур / Вуді Гаррельсон               | Непристойна пропозиція    |  |
| 1995 | Джим Керрі / Лорен Голлі                 | Тупий та ще тупіший       |  |
| 1996 | Наташа Генстридж / Ентоні Гуідера        | Особина                   |  |
| 1997 | Вілл Сміт / Вівіка Фокс                  | День незалежності         |  |
| 1998 | Адам Сендлер / Дрю Беррімор              | Співак на весіллі         |  |
| 1999 | Гвінет Пелтроу / Джозеф Файнс            | Закоханий Шекспір         |  |
| 2000 | Сара Мішель Геллар / Сельма Блер         | Жорстокі ігри             |  |
| 2001 | Джулія Стайлз / Шон Патрік Томас         | Збережи останній танець   |  |
| 2002 | Джейсон Біггс / Шон Вільям Скотт         | Американський пиріг 2     |  |
| 2003 | Тобі Маґвайр / Кірстен Данст             | Людина-павук              |  |
| 2004 | Оуен Вілсон / Кармен Електра / Емі Смарт | Старскі і Гатч            |  |
| 2005 | Раян Ґослінґ / Рейчел МакАдамс           | Щоденник пам'яті          |  |
| 2006 | Джейк Джилленгол / Гіт Леджер            | Горбата гора              |  |
| 2007 | Вілл Феррелл / Саша Барон Коен           | Рікі Боббі: Король дороги |  |

| Рік  | Переможці                                       | Фільм                              |  |
| ---- | ----------------------------------------------- | ---------------------------------- |  |
| 2008 | Бріана Евіган / Роберт Гоффман                  | Крок уперед 2: Вулиці              |  |
| 2009 | Крістен Стюарт / Роберт Паттінсон               | Сутінки                            |  |
| 2010 | Крістен Стюарт / Роберт Паттінсон               | Молодий місяць                     |  |
| 2011 | Крістен Стюарт / Роберт Паттінсон               | Сутінки. Сага: Затемнення          |  |
| 2012 | Крістен Стюарт / Роберт Паттінсон               | Сутінки Сага: Світанок — Частина 1 |  |
| 2013 | Дженніфер Лоренс / Бредлі Купер                 | Збірка промінців надії             |  |
| 2014 | Емма Робертс / Дженніфер Еністон / Вілл Поултер | Ми — Міллери                       |  |
| 2015 | Шейлін Вудлі / Енсел Елгорт                     | Винні зірки                        |  |
| 2016 | Ребел Вілсон / Адам ДеВайн                      | Ідеальний голос 2                  |  |
| 2017 | Ештон Сандерс / Джарел Джером                   | Місячне сяйво                      |  |
| 2018 | Нік Робінсон / Кінан Лонсдейл                   | З любов'ю, Саймон                  |  |
| 2019 | Ной Сентінео / Лана Кондор                      | Усім хлопцям, яких я кохала раніше |  |
| 2021 | Чейз Стоукс / Медлін Клайн                      | Зовнішні мілини                    |  |
| 2022 | Poopies і змія                                  | Диваки назавжди                    |  |
| 2023 | Медісон Бейлі / Руді Панкоу                     | Зовнішні мілини                    |  |

## Цікаві факти
- 1998 — «Вхід та вихід» (Кевін Клайн / Том Селлек) (номіновано поцілунок двох чоловіків).[1]
- 2000 — «Жорстокі ігри» (Сара Мішель Геллар / Сельма Блер) (дві жінки стали переможницями найкращого поцілунку).
- 2002 — «Американський пиріг 2»  (Джейсон Біггс / Шон Вільям Скотт) (два чоловіка стали переможцями найкращого поцілунку).
- Крістен Стюарт та Роберт Паттінсон здобували нагороду чотири роки поспіль завдяки ролям Едварда Каллена і Белли Свон у серії фільмів про кохання між звичайною дівчиною та вампіром.
- 2020 року церемонію не проводили через пандемію COVID-19.